# Municipio de Ninnescah (condado de Cowley)
El municipio de Ninnescah (en inglés: Ninnescah Township) es un municipio ubicado en el condado de Cowley en el estado estadounidense de Kansas. En el año 2010 tenía una población de 1050 habitantes y una densidad poblacional de 11,31 personas por km².

## Geografía
El municipio de Ninnescah se encuentra ubicado en las coordenadas 37°21′11″N 97°5′30″O / 37.35306, -97.09167. Según la Oficina del Censo de los Estados Unidos, el municipio tiene una superficie total de 92.83 km², de la cual 92,71 km² corresponden a tierra firme y (0,12 %) 0,11 km² es agua.

## Demografía
Según el censo de 2010, había 1050 personas residiendo en el municipio de Ninnescah. La densidad de población era de 11,31 hab./km². De los 1050 habitantes, el municipio de Ninnescah estaba compuesto por el 95,05 % blancos, el 2 % eran amerindios, el 0,19 % eran asiáticos, el 0,38 % eran de otras razas y el 2,38 % eran de una mezcla de razas. Del total de la población el 2,29 % eran hispanos o latinos de cualquier raza.